# Christopher Kopper
Christopher Kopper (* 24. August 1962 in Bergisch Gladbach) ist ein deutscher Historiker. Seit 2012 ist er außerplanmäßiger Professor an der Fakultät für Geschichtswissenschaft, Philosophie und Theologie der Universität Bielefeld.

## Leben
Christopher Kopper ist der Sohn des Bankmanagers Hilmar Kopper, der von 1989 bis 1997 Vorstandssprecher der Deutschen Bank war, und dessen erster Frau Irene. Er wuchs im Rheinland, in Hamburg und in Kronberg im Taunus auf.
Nach der Schulzeit studierte Kopper Neuere Geschichte, Volkswirtschaft und Politologie an der Goethe-Universität in Frankfurt am Main sowie der Ruhr-Universität Bochum. 1992 promovierte er an der Universität Bochum zur Bankenpolitik des Dritten Reichs. Anschließend arbeitete Kopper von 1991 bis 1998 als Wissenschaftlicher Assistent am Seminar für Mittlere und Neuere Geschichte an der Georg-August-Universität Göttingen. In dieser Zeit arbeitete er unter anderem an einem Forschungsvorhaben zur Geschichte der deutschen Eisenbahnen im Auftrag der Deutschen Bahn AG mit.
1998 wechselte Kopper als DAAD-Gastdozent für Neuere Geschichte, Deutsche Literatur und Landeskunde in die USA an die University of Minnesota. 2001 ging er in vergleichbarer Funktion an die University of Pittsburgh. Er kehrte 2003 nach Deutschland zurück, wo er seit 2003 an der Universität Bielefeld tätig ist. Zunächst war er bis 2004 als DAAD-Stipendiat tätig, danach als Lehrbeauftragter. 2005 habilitierte er sich mit einer Arbeit zur Rolle der Deutschen Bundesbahn im Wirtschaftswunder der 1950er und 1960er Jahre in der Bundesrepublik Deutschland. Im Dezember 2005 erhielt er die Venia Legendi und wurde zum Privatdozenten ernannt. Während der folgenden Jahre übernahm Kopper mehrere Lehrstuhlvertretungen an den Universitäten Paderborn, Bielefeld, Münster und Siegen. Seit 2012 ist er Außerplanmäßiger Professor in Bielefeld. Er ist Vertrauensdozent und Mitglied des Auswahlausschusses der Friedrich-Ebert-Stiftung und Mitglied der SPD.

## Arbeitsgebiete
Schwerpunkt von Koppers Arbeit ist die neuere deutsche Wirtschafts-, Finanz- und Verkehrsgeschichte, insbesondere in der Zeit des Nationalsozialismus und im Nachkriegsdeutschland. Öffentliche Aufmerksamkeit erregte seine 2005 erschienene Studie zur Bankengeschichte im Dritten Reich, in der er auch die Vergangenheit der von seinem Vater geleiteten Deutschen Bank analysierte. Anerkennung fand auch seine als sauber und kritisch recherchiert bewertete Biographie von Hjalmar Schacht.
Im Jahr 2016 ist Kopper vom Volkswagen-Konzern mit der Erstellung eines Gutachtens beauftragt worden, das „Licht in die dunklen Jahre der Militärdiktatur in Brasilien bringen sowie das Verhalten der damals Verantwortlichen in Brasilien und gegebenenfalls auch Deutschland aufklären“ soll.
Die Ergebnisse wurden im Dezember 2017 präsentiert. Demnach kooperierten Mitarbeiter des VW-Werkschutzes mit der Militärdiktatur, duldeten Verhaftungen, Überwachung und Misshandlungen durch die Militärpolizei, nicht nur auf Werksgelände, und beteiligte sich aktiv daran. „Die Korrespondenz mit dem Vorstand in Wolfsburg zeigt bis 1979 eine uneingeschränkte Billigung der Militärregierung“, so Kopper. 

## Publikationen (Monographien, Biographien und Sammelbände)
- Zwischen Marktwirtschaft und Dirigismus: Bankenpolitik im „Dritten Reich“ 1933–1939. Bouvier, Bonn 1995, ISBN 3-416-02529-6 (zugleich Dissertation an der Ruhr-Universität Bochum 1992).
- Handel und Verkehr im 20. Jahrhundert (= Enzyklopädie deutscher Geschichte. Band 63). Oldenbourg Wissenschaftsverlag, München 2002, ISBN 3-486-55076-4.
- Bankiers unterm Hakenkreuz. Hanser, München/Wien 2005, ISBN 3-446-40315-9.
- Hjalmar Schacht: Aufstieg und Fall von Hitlers mächtigstem Bankier. Hanser, München/Wien 2006, ISBN 3-446-40700-6.
- Die Bahn im Wirtschaftswunder: Deutsche Bundesbahn und Verkehrspolitik in der Nachkriegsgesellschaft (= Beiträge zur historischen Verkehrsforschung. Band 9). Campus, Frankfurt am Main 2007, ISBN 978-3-593-38328-6 (zugleich Habilitationsschrift an der Universität Bielefeld 2005).
- Ludwig Bamberger. Vom Revolutionär zum Vater der Goldmark (= Jüdische Miniaturen. Band 164). Hentrich & Hentrich, Berlin 2015, ISBN 978-3-95565-089-6.
- Friedrich Wilhelm Christians (1922–2004). In: Friedrich Gerhard Hohmann (Hrsg.): Westfälische Lebensbilder. Band 19 (= Veröffentlichungen der Historischen Kommission für Westfalen. Neue Folge 16). Aschendorff, Münster 2015, ISBN 978-3-402-15117-4, S. 225–240 (Mit Kurzbiographie des Autors).
- mit Johannes Bähr: Munich Re. Die Geschichte der Münchener Rück 1880–1980. C.H. Beck, München 2015, ISBN 978-3-406-68361-9.
- mit Susanne Kill und Jan Henrik Peters: Die Reichsbahn und der Strafvollzug in der DDR. Häftlingszwangsarbeit und Gefangenentransport in der SED-Diktatur. Klartext, Essen 2016, ISBN 978-3-8375-1436-0.
- mit Christopher Neumaier und Helmuth Trischler (Hrsg.): Zeithistorische Forschungen. Band 14, Nr. 3: Mobilität und Umwelt, 2017 (zeithistorische-forschungen.de).
- VW do Brasil in der brasilianischen Militärdiktatur 1964–1985. Eine historische Studie. Hrsg.: Dieter Landenberger. Volkswagen, Wolfsburg 2017 (volkswagenag.com [PDF]).
- mit Johannes Bähr: Industrie, Politik, Gesellschaft. Der BDI und seine Vorgänger 1919-1990. Wallstein, Göttingen 2019, ISBN 978-3-8353-3405-2.
- Europa leben. Welten verbinden. 50 Jahre Deutsche Bank in Luxemburg. Deutsche Bank Luxembourg, Luxemburg 2020, DNB 1244236608.
- Bearbeiter und Nachwort: Gerhard Beier: Hessen vorn. Die Biografie des Hessischen Ministerpräsidenten Georg August Zinn. Verlag J.H.W. Dietz Nachf., Bonn 2021, ISBN 978-3-8012-4268-8.
- mit Stephanie Tilly: 150 Jahre Brenntag. Von Berlin in die Welt. Siedler, München 2024, ISBN 978-3-8275-0194-3.
- Olga Benario. Ein kurzes Leben im Dienst der Weltrevolution. Suhrkamp, Berlin 2025, ISBN 978-3-518-12838-1.